# God Says No
God Says No è il quinto album in studio del gruppo rock statunitense Monster Magnet, pubblicato nel 2001.

## Tracce
1. Melt – 5:44
2. Heads Explode – 3:48
3. Doomsday – 3:48
4. God Says No – 4:29
5. Kiss of the Scorpion – 4:01
6. All Shook Out – 4:16
7. Gravity Well – 3:20
8. My Little Friend – 4:12
9. Queen of You – 7:02
10. Down in the Jungle – 4:49
11. Cry – 7:23
12. Take It – 2:53

## Formazione
- Dave Wyndorf - chitarra, voce
- Ed Mundell - chitarra
- Phil Caivano - chitarra
- Joe Calandra - basso
- Jon Kleiman - batteria